# Anastásios Gavrílis
Anastásios « Tásos » Gavrílis (grec moderne : Αναστάσιος «Τάσος» Γαβρίλης) est un skipper grec né le 21 décembre 1952.

## Carrière
Anastásios Gavrílis obtient une médaille de bronze olympique de voile en classe Soling aux Jeux olympiques d'été de 1980 de Moscou.